# Mac Brennan
Pour les articles homonymes, voir Brennan.
Marc Brennan, né le 15 juillet 1990 à East Jordan, est un coureur cycliste américain, membre de l'équipe Holowesko-Citadel-Hincapie Sportswear.

## Biographie
En 2015, Mac Brennan termine second du Nature Valley Grand Prix. Au mois de septembre, il participe au contre-la-montre par équipes des championnats du monde, à Richmond. Avec sa formation Hincapie Racing, il y prend la 21e place.

## Palmarès
- 2015
  - 2e du Nature Valley Grand Prix

## Classements mondiaux
| Année            | 2014 | 2015 | 2016 |
| ---------------- | ---- | ---- | ---- |
| UCI America Tour | 224e |      | 411e |